# Aloe buchananii
Aloe buchananii é uma espécie de liliopsida do gênero Aloe, pertencente à família Asphodelaceae.